# Мушел (цар Карсу)
Мушел, Мушег або Мойшел (*Մուշեղ, д/н —984) — 1-й цар Карське царства з 962 до 984 року.

## Життєпис
Походив з династії Багратуні. Молодший син Абаса I, царя Вірменії. Одружився з донькою албанського князя Севади, правителя Гардмана. У 962 році отримав від брата Ашота III Карс з областю та царський титул (сам Ашот III переніс столицю до міста Ані). У 972 році під час наступу візантійського імператора Іоанна I Цимісхія на вірменські держави спрямував свої війська на чолі з сином Абаса до об'єднаного війська вірменських царств біля озера Ван.
У 977 році після смерті брата намагався оволодіти Анійським царством, розпочавши війну проти небожа Смбата II, але зазнав поразки. За цих обставин уклав союз з Давидом III, царем тао-Кларджеті, який допоміг укласти мир. За ним Мушел відмовився від права на трон Ані й визнав зверхність небожа.
Висунув від імені дружини претензії на трон Парисоського царства, але без значного успіху. Згодом зосередив зусилля на зміцненні свого царства, дотримуючись союзу з Анійським царством. У 982/983 році в союзі з Мазрбан Абуль-Хаджі, еміром Двіна, виступив проти Смбата II, царя Вірменії. Втім цей похід виявився невдалим. Помер 984 року. Трон успадкував його син Абас.